# Proselotis
Proselotis is een geslacht van vlinders van de familie tastermotten (Gelechiidae).

## Soorten
- P. apicipunctella (Stainton, 1861)
- P. ischnoptila (Turner, 1929)
- P. sceletodes Meyrick, 1914
- P. strictula (Meyrick, 1937)